# Siv Jensenová
Siv Jensen (* 1. června 1969 v Oslu) je norská politička, od 5. října 2006 předsedkyně konzervativní Pokrokové strany a od roku 2013 ministryně financí vlády Erny Solbergové.
Vystudovala ekonomii. Od voleb v roce 1997 je členkou norského parlamentu. Místopředsedkyní strany se stala v roce 1998.
Vyznává křesťanství, věří v tržní ekonomiku po vzoru Margaret Thatcherové, podporuje Izrael a varuje před islamizací. Je svobodná a bezdětná. Její sestra je mořská bioložka Nina Jensen, bývalá generální tajemnice Světového fondu na ochranu přírody.